# Hombres G
Hombres G é uma banda de pop rock espanhol, surgida na cidade de Madrid em 1985 e que permanece em atividade até os dias de hoje. Sua fama abarca Espanha, Itália, América Latina – especialmente México, Venezuela, Peru, Colômbia, Equador, Chile, além da população hispânica dos Estados Unidos. Também se tornaram conhecidos na Inglaterra, Suíça e em alguns pontos de Portugal. Na América Latina foram apelidados de “os Beatles hispânicos”.

## Discografia

### Álbuns
- Hombres G (1985)
- La cagaste... Burt Lancaster (1986)
- Estamos locos... ¿o qué? (1987)
- Agitar antes de usar (1988)
- Voy a pasármelo bien (1989)
- Ésta es tu vida (1990)
- Historia del bikini (1992)
- Peligrosamente juntos (2002)
- Todo esto es muy extraño (2004)
- 10 (2007)
- Desayuno continental (2010)